# فيسنتي غوميز
فيسنتي غوميز (بالإسبانية: Vicente Gómez)‏ (و. – م)هو سياسي من السلفادور .